# Wybory do Parlamentu Europejskiego w Wielkiej Brytanii w 2019 roku
Wybory do Parlamentu Europejskiego w Wielkiej Brytanii odbyły się 23 maja 2019 roku. Wybieranych było 73 europarlamentarzystów. Choć posłowie do Parlamentu Europejskiego wybierani są na pięcioletnią kadencję, zgodnie z pozostającym w mocy w dniu wyborów porozumieniem między rządem brytyjskim a władzami Unii Europejskiej, spodziewanym było, że przedstawiciele tego kraju będą zasiadali w europarlamencie nie dłużej niż do 31 października 2019 roku, do kiedy to kraj ten miał opuścić wspólnotę. Ostatecznie brytyjscy europosłowie opuścili Parlament Europejski 31 stycznia 2020 roku.

## Tło
29 marca 2017 roku Wielka Brytania wszczęła procedurę opuszczenia Unii Europejskiej (tzw. brexit), która miała zakończyć się nie później niż 29 marca 2019 roku, a więc przed mającymi się odbyć dwa miesiące później wyborami do europarlamentu. Pomimo wynegocjowania Umowy o wystąpieniu z Radą Europejską rząd brytyjski nie zdołał uzyskać w parlamencie brytyjskim poparcia koniecznego do jej ratyfikacji, w związku z czym wystąpił o przedłużenie okresu ratyfikacyjnego. W wyniku porozumienia z przedstawicielami UE kraj miał opuścić wspólnotę najwcześniej jak to możliwe, nie później jednak niż 31 października 2019 roku. Jeżeli nie nastąpiłoby to przed majowymi wyborami do europarlamentu, Wielka Brytania zobowiązana została do przeprowadzenia tych wyborów – w przeciwnym wypadku kraj ten automatycznie opuściłby Unię Europejską 1 czerwca. 7 maja rząd brytyjski ostatecznie potwierdził, że Umowa o wystąpieniu nie zostanie ratyfikowana na czas, by uniknąć wyborów, które w związku z tym się odbędą.

## Procedura
Na potrzeby wyborów europejskich Wielka Brytania podzielona została na dwanaście okręgów wyborczych – dziewięć w Anglii oraz po jednym dla Szkocji, Walii i Irlandii Północnej. Gibraltar, jako jedyne brytyjskie terytorium zamorskie należące do Unii Europejskiej, włączony został do angielskiego okręgu South West England. W poszczególnych okręgach wybieranych było, proporcjonalnie do liczby ludności, od trzech do dziesięciu parlamentarzystów, łącznie – 73.
W Anglii, Szkocji i Walii stosowana była ordynacja proporcjonalna z zastosowaniem zamkniętych list partyjnych, a mandaty poselskie rozdzielane były metodą D’Hondta. W Irlandii Północnej stosowany był system pojedynczego głosu przechodniego.

## Wyniki

Wyniki wyborów

Wyniki przedstawione zostały w tabeli. Frekwencja wyniosła 36,7% (wzrost o 1,8% względem 2014 roku).
|  | Partia                                        | Liczba miejsc | Zmiana | Liczba głosów | % głosów | Zmiana (%) |
|  | --------------------------------------------- | ------------- | ------ | ------------- | -------- | ---------- |
|  | Brexit Party                                  | 29            | +29    | 5 248 533     | 31,6     | +31,6      |
|  | Liberalni Demokraci                           | 16            | +15    | 3 367 284     | 20,3     | +13,4      |
|  | Partia Pracy                                  | 10            | -10    | 2 347 255     | 14,1     | -11,3      |
|  | Partia Zielonych Anglii i Walii               | 7             | +4     | 2 023 380     | 12,1     | +4,2       |
|  | Partia Konserwatywna                          | 4             | -15    | 1 512 147     | 9,1      | -14,8      |
|  | Szkocka Partia Narodowa                       | 3             | +1     | 594 553       | 3,6      | +1,1       |
|  | Change UK                                     | 0             | 0      | 571 846       | 3,4      | +3,4       |
|  | Partia Niepodległości Zjednoczonego Królestwa | 0             | -24    | 554 463       | 3,3      | -24,2      |
|  | Plaid Cymru                                   | 1             | 0      | 163 928       | 1,0      | +0,3       |
|  | Sinn Féin                                     | 1             | 0      | 126 951       | –        | –          |
|  | Demokratyczna Partia Unionistyczna            | 1             | 0      | 124 991       | –        | –          |
|  | Partia Sojuszu Irlandii Północnej             | 1             | +1     | 105 928       | –        | –          |
|  | Socjaldemokratyczna Partia Pracy              | 0             | 0      | 78 589        | –        | –          |
|  | Traditional Unionist Voice                    | 0             | 0      | 62 021        | –        | –          |
|  | Ulsterska Partia Unionistyczna                | 0             | -1     | 53 052        | –        | –          |
|  | Pozostałe partie i kandydaci niezależni       | 0             | 0      | 264 780       | 1,5      | -3,7       |
|  | Łącznie                                       | 73            |        | 17 199 701    | 100,0    |            |